# Epicauta centenaria
Epicauta centenaria là một loài bọ cánh cứng trong họ Meloidae. Loài này được Breyer y Trant miêu tả khoa học năm 1910.